# Gerda Weyand
Gerda Weyand, von 1941 bis 1948 Gerda Sonntag (* 5. November 1912 in Ludwigshafen am Rhein; † 1995) war eine deutsche Gynäkologin und wurde als KZ-Ärztin im Frauen-KZ Ravensbrück eingesetzt.

## Leben
Nach ihrem Medizinstudium an den Universitäten Heidelberg und Nürnberg sowie abgeschlossener Facharztausbildung war Weyand kurzzeitig am Städtischen Krankenhaus Ludwigshafen am Rhein tätig. Ab dem 5. September 1939 war sie als Lagerärztin im KZ Ravensbrück tätig. Hier arbeitete sie u. a. mit Erika Jantzen und lernte ihren späteren Mann, den Standortarzt und Hauptsturmführer  Walter Sonntag, kennen. Sie heirateten am 21. Juli 1941 im nahegelegenen Fürstenberg/Havel. Aus der Ehe ging bis 1948 ein Kind hervor.
Gerhard Schiedlausky, der Walter Sonntag als Standortarzt in Ravensbrück 1941 ablöste, sagte aus, dass dieser durch seine Beziehung zu Gerda Sonntag bei höheren Stellen Missfallen erregt habe und daher die Ablösung erfolgte, da es nicht üblich sei, dass ein „Ehemann als Vorgesetzter seiner Frau an gleicher Stelle“ beschäftigt werde. Walter Sonntag erklärte dagegen vor Gericht, dass er auf eigenen Wunsch 1941 versetzt wurde. Gerda Sonntag wurde durch Rolf Rosenthal ersetzt und verließ im Juli 1941 Ravensbrück.
Beim vierten der sieben Ravensbrück-Prozesse verteidigte sie vor dem alliierten Gericht ihren Mann, wozu sie und ihr Schwager ehemalige Häftlinge aus dem Krankenrevier des Frauenkonzentrationslagers (FKL) und dem KZ Ravensbrück als Entlastungszeugen gewannen. In dieser Zeit nahm Gerda Sonntag auch Kontakt zu Eva Mennecke auf, deren Ehemann Friedrich Mennecke im Dezember 1946 zum Tode verurteilt worden war, um die Zuständigkeit des alliierten Gerichts anzuzweifeln. Warum sie als KZ-Ärztin nicht ebenfalls angeklagt wurde, ist nicht geklärt. Die als entlastend erhofften Zeugen für ihren Mann äußerten sich jedoch weitgehend lobend über Gerda Sonntag im Gegensatz zu den Aussagen über ihren Ehemann. Nach der Hinrichtung ihres Mannes am 17. September 1948 im Zuchthaus Hameln, der Hinrichtungsstätte der britischen Besatzungszone, nahm sie wieder ihren Geburtsnamen an. Sie lebte zuletzt in Ludwigshafen.